# Hristo Dojčinov
Hristo Dojčinov (en bulgare : Христо Дойчинов), né le 19 janvier 1944, Sofia, en Bulgarie, est un ancien joueur bulgare de basket-ball.